# Leizhou
Leizhou är en stad på häradsnivå i Zhanjiangs stad på prefekturnivå i provinsen Guangdong i sydöstra Kina. Den ligger omkring 430 kilometer sydväst om provinshuvudstaden Guangzhou. Staden bildades 1994 genom en ombildning av Haikan härad.
Leizhou är indelat i tre stadsdelsdistrikt, 18 köpingar och en adminstrativ enhet på sockennivå.
Stadsdelsdistrikt (jiedao):

- Leicheng (雷城街道)
- Xihu (西湖街道)
- Xincheng (新城街道)

Köpingar (zhen):

- Baisha (白沙镇)
- Beihe (北和镇)
- Dongli (东里镇)
- Fucheng (附城镇)
- Jijia (纪家镇)
- Kelu (客路镇)
- Leigao (雷高镇)
- Longmen (龙门镇)
- Nanxing (南兴镇)
- Qishui (企水镇)
- Shentang (沈塘镇)
- Songzhu (松竹镇)
- Tandou (覃斗镇)
- Tangjia (唐家镇)
- Tiaofeng (调风镇)
- Wushi (乌石镇)
- Yangjia (杨家镇)
- Yingli (英利镇)

Administrativ enhet på sockennivå:
- Zhanjiang Fenyong Gaoxin Jishu Chanye Kaifaqu industriell utvecklingszon (湛江奋勇高新技术产业开发区)